# Austrobuxus alticola
Austrobuxus alticola là một loài thực vật có hoa trong họ Picrodendraceae. Loài này được McPherson mô tả khoa học đầu tiên năm 1984.